# Старый Зыковский проезд
Ста́рый Зы́ковский прое́зд (с середины XIX века до 1927 года — Старозы́ковский прое́зд) — проезд в Северном административном округе города Москвы на территории района Аэропорт.

## История
Проезд получил современное название в 1927 году, до переименования носил название Старозы́ковский прое́зд, полученное в середине XIX века. И историческое, и современное названия даны по расположению на территории деревни Зыково (название деревни произошло от некалендарного имени Зык), вошедшей в состав Москвы в середине XIX века.

## Расположение
Старый Зыковский проезд проходит от Красноармейской улицы на северо-восток до Планетной улицы, за которой продолжается как 4-я улица 8 Марта. Нумерация домов начинается от Красноармейской улицы.

## Транспорт

### Наземный транспорт
По Старому Зыковскому проезду не проходят маршруты наземного общественного городского транспорта. У юго-западного конца проезда, на Красноармейской улице, расположена остановка «Старый Зыковский проезд» автобуса № 110, у северо-восточного, на Планетной улице, — остановка «4-я улица 8 Марта» автобусов № 105, 105к.

### Метро
- Станция метро «Аэропорт» Замоскворецкой линии — западнее проезда, на Ленинградском проспекте.